# Fliktext

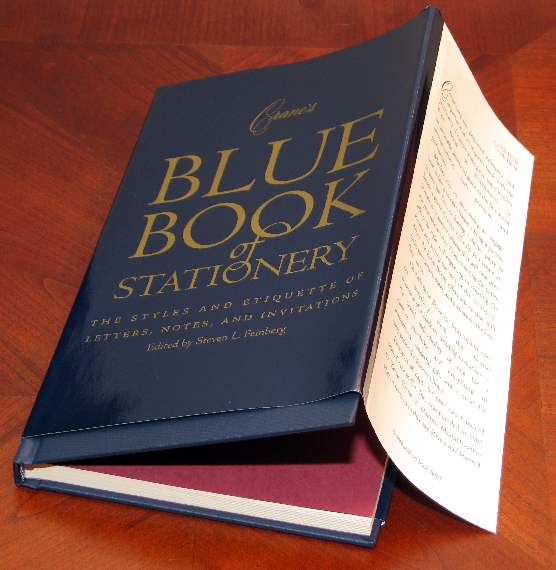
Flik med fliktext på delvis avtaget skyddsomslag.

Fliktext benämns den text som skrivs på ett skyddsomslags flikar, som viks för att fästa skyddsomslaget vid pärmen av publikationen. Oftast handlar fliktexten om författarens författarskap eller bidrar den med annan information om publikationen.